# Liste der Einträge im National Register of Historic Places im Jackson County (Alabama)
Die Liste der Registered Historic Places im Jackson County führt alle Bauwerke und historischen Stätten im Jackson County in Alabama auf, die in das National Register of Historic Places aufgenommen wurden.

## Aktuelle Einträge
| Lfd. Nr. | Name                                             | Bild | Datum der Eintragung | Adresse/Lage | Ort        | ID-Nr.   | Beschreibung |
| -------- | ------------------------------------------------ | ---- | -------------------- | --- | ---------- | -------- | ------------ |
| 1        | Bridgeport Historic District                     |      | 16. Mai 2002         | grob begrenzt durch Bridgeport City Limits, Enrich Ave., Bridgeport, 5th Ave., Broadway Ave., 8th St. und 11th Ave. | Bridgeport | 02000479 |              |
| 2        | Brown-Proctor House                              |      | 16. Sep. 1982        | 208 S. Houston St.                                                                                                  | Scottsboro | 82002036 |              |
| 3        | College Hill Historic District                   |      | 30. März 1983        | 306–418 und 405–411 College Ave.                                                                                    | Scottsboro | 83002970 |              |
| 4        | Fort Harker                                      |      | 2. Mai 1977          | südlich von AL 117                                                                                                  | Stevenson  | 77000205 |              |
| 5        | Gen. William Rosecrans Headquarters              |      | 12. Juli 1978        | Myrtle Pl. | Stevenson  | 78000490 |              |
| 6        | Princeton Historic District                      |      | 21. Juli 2004        | begrenzt durch AL 65 und Cty. Rd. 3                                                                                 | Princeton  | 04000927 |              |
| 7        | Public Square Historic District                  |      | 15. Apr. 1982        | grob begrenzt durch Appletree, Andrews, Willow und Caldwell St.                                                     | Scottsboro | 82002037 |              |
| 8        | Russell Cave National Monument                   |      | 15. Okt. 1966        | 12,8 km westlich von Bridgeport über U.S. 72, CR 91 und CR 75                                                       | Bridgeport | 66000150 |              |
| 9        | Scottsboro Memphis and Charleston Railroad Depot |      | 20. Feb. 1998        | Kreuzung von N. Houston St. und Maple Ave.                                                                          | Scottsboro | 98000107 |              |
| 10       | Stevenson Historic District                      |      | 13. Sep. 1978        | unregelmäßiges Gebiet entlang der Bahnstrecke                                                                       | Stevenson  | 78000491 |              |
| 11       | Stevenson Railroad Depot and Hotel               |      | 13. Mai 1976         | Main St. | Stevenson  | 76000329 |              |
| 12       | Townsend Farmhouse                               |      | 11. Aug. 2005        | Ostseite der CR 34, 1,4 km nördlich der Kreuzung mit der CR 234                                                     | Hollywood  | 05000838 |              |